# Jorge Saldivia Gil
Jorge Saldivia Gil (Humocaro Alto, Estado Lara, 2 de enero de 1912— Maracaibo, estado Zulia, Venezuela; 21 de noviembre de 1938) fue un político e ingeniero-arquitecto venezolano, primer secretario general del Partido Comunista de Venezuela y uno de los líderes del movimiento estudiantil más conocido como Generación del 28.

## Infancia y juventud
Hijo de Félix Miguel Saldivia, de origen libanés, e Isabel Gil Sánchez, transcurrió su niñez entre las ciudades de El Tocuyo y Barquisimeto, donde egresó como Bachiller en Filosofía y Letras.

## Inicios en política y vida en Francia
En 1928, cuando el General José Rafael Gabaldón se alzó contra la tiranía gomecista, Jorge Saldivia Gil decidió apoyarlo, tal como lo hicieron casi todos los intelectuales tocuyanos de la época. En 1928 fue acusado y encarcelado por ser el autor de una carta anónima dirigida al cura del pueblo de Humocaro Alto, a quien le hacía férrea oposición y atacaba fuertemente debido a un sermón adulante emitido por el sacerdote a favor de Juan Vicente Gómez, ya que la realidad era que la región de los Humocaros sufría las enbestidas del gobierno de Gómez y muchos de sus habitantes habían sufrido de ataques oficialistas; algunos ranchos y haciendas fueron quemados, muchos campesinos asesinados, todo como represalia al apoyo y solidaridad que esa región prestara al rebelde general Gabaldón.
Fue encarcelado en El Tocuyo, y expulsado junto con otros estudiantes venezolanos, de lo que se conoce como la generación del 28, por lo que se dirige a Europa, específicamente a Paris, Francia, donde realizó sus estudios en la Escuela Especial de Trabajadores de París, donde obtuvo el título de Ingeniero Arquitecto. Durante su estadía en Francia, militó en el Partido Comunista Francés, la Unión Latinoamericana de Estudiantes Antiimperialistas (ULEA), en la Federación de Estudiantes Franceses (Fédération des Étudiants Français), en el Socorro Rojo Internacional y otras organizaciones revolucionarias, demostrando siempre gran disciplina, destreza y capacidad de trabajo, así como una gran capacidad oratoria. Fue elegido como secretario general de la U.L.A.E., y cuando Henri Barbusse y otras figuras revolucionarias de gran reconocimiento mundial convocaron el I Congreso Mundial contra la Guerra y el Fascismo, Saldivia es escogido para representar su organización en ese magno evento celebrado en la ciudad de Ámsterdam, Holanda.
Durante esa época se hace amigo y compañero de grandes figuras como  Paul Langevin, Francis Jourdain y de otras notables figuras de la Cultura Francesa. La colonia de trabajadores españoles residenciaos en París lo nombraron como comisionado de la Unión General de Trabajadores. Desde Francia junto con otros marxistas venezolanos como Gustavo Machado, Aurelio Fortoul y Miguel Otero Silva participó en lo que fueron los primeros direccionamientos desde el exterior que permitirían la conformación de las primeras células del Partido Comunista de Venezuela en 1931.
Ya graduado de Ingeniero-Arquitecto en 1934, decide volver a Venezuela, sin embargo el gomecismo le impide que vuelva a su país natal, viaja a Trinidad y Tobago donde se reúne con Salvador de la Plaza, luego retornó a Francia y posteriormente decidió irse a vivir a Cataluña, España, allí se radica y pasa por momentos difíciles económicamente, durante su estadía en Cataluña, formó parte del gremio proletario, siendo protagonista en muchas de las luchas de los obreros españoles. Tras la muerte de Juan Vicente Gómez en 1935, y luego de sobreponerse a una serie de obstáculos que le impedían conseguir los permisos necesarios para volver a su patria, regresó a Venezuela.

## Retorno a Venezuela
Ya establecido en su país, inicia el activismo político, y comienza a participar en el movimiento revolucionario venezolano. Militó en el Partido Republicano Progresista en la capital de la República, partido en el cual hacían vida política algunos militantes del Partido Comunista de Venezuela, el cual estaba inhabilitado políticamente, luego volvió a Barquisimeto donde fijó residencia y comenzó a realizar una labor política más profunda, es electo secretario general de la Seccional del PRP en el Estado Lara, desde donde dirige distintos movimientos, manifestaciones y concentraciones en contra la Ley de Defensa Nacional, contra la Ley Lara, huelgas de trabajadores de la ciudad y del campo, paro de telegrafistas, entre otros.
A lo largo del año 1936, es nombrado arquitecto municipal de la ciudad de Barquisimeto por el presidente del estado Lara, el general José Rafael Gabaldón Allí construye obras de envergadura que aún existen, tales como el Matadero de Barquisimeto, la Casa de Gobierno de Quíbor y algunos conjuntos residenciales.

## Nuevamente exiliado
Durante un breve periodo de calma en Venezuela, el entonces nuevo presidente de la república Eleazar López Contreras toma represalias contra los partidos políticos opositores al gomecísmo y decidió encarcelar y expulsar a distintos dirigentes de los mismos, por lo que en marzo de 1936 Jorge Saldivia Gil es encarcelado en el Castillo Libertador, y posteriormente expulsado del país,  por lo que se dirige hacia México, en el transcurso del viaje fue expulsado y maltratado junto con otros dirigentes venezolanos por el entonces presidente panameño Juan Demóstenes Arosemena, sin embargo logró llegar a México donde se reúne con algunos revolucionarios como Jorge Vivó, Aníbal Ponce y Nicolás Guillén.

## Establecimiento definitivo en Venezuela
En 1937, los distintos movimientos revolucionarios de Venezuela decidieron crear el Partido Único de las zquierdas, que incluiría a los militantes del PRP, el Bloque Nacional Democrático, la Federación de Estudiantes Venezolanos Organización Política (FEV-OP) y el Movimiento de Organización Venezolana (ORVE) decidieron fusionarse y crear la organización  Partido Democrático Nacional, Jorge Saldivia Gil se mudó a la capital y formó parte de esencial en la creación de dicha organización.
Durante 1937, como miembro de la dirección del PDN, envió una carta al también militante comunista Carlos Irazábal en México, dicha carta fue interceptada por la policía y publicada por el diario La Esfera, dicho evento generó la ilegalización del PDN por parte de la Corte Suprema de Justicia. Este hecho motivó que la dirección del PCV, aún en la clandestinidad, decidiera proteger a Saldivia Gil, por lo que fue enviado a realizar trabajo de forma clandestina con los obreros en el Estado Zulia.
Meses después regresó a Venezuela, en situación de  la más estricta clandestindad, por lo que no pudo participar en la Primera Conferencia Nacional del Partido Comunista de Venezuela, a pesar de su ausencia, fue elegido como secretario general provisional del Partido Comunista de Venezuela, esto como una manera de salvaguardar su vida, y de esta manera, Saldivia Gil y Juan Bautista Fuenmayor quien también se encontraba en la clandestinidad, cumplirían de forma paralela con dichas funciones. Saldivia Gil, en su participación durante la vida clandestina del PCV utilizó el seudónimo "Roy".

## Dirección del PCV en Zulia
Una vez establecido en el estado Zulia, como secretario regional del PCV, Jorge Saldivia Gil tuvo la difícil tarea de enfrentarse con uno de los represores más bárbaros del gobierno de Eleazar López Contreras, el Dr. José Encarnación Serrano, uno de los hombres que gran daño ha causado a la democracia venezolana, pues en su prontuario contaba con cualquier cantidad de delitos políticos en contra del pueblo venezolano, por lo que Saldivia Gil se vio obligado a hacerle frente desde periódicos, revistas y radios clandestinas, logrando calar su mensaje en la población zuliana quien pidió con clamor la destitución de Serrano, hecho que se produjo a mediados de noviembre de 1938.
Una vez destituido Serrano, Jorge Saldivia Gil rompió su estadía en la clandestinidad para dirigir lo que sería su último discurso, fue un 13 de noviembre de 1938, en ese discurso daba la bienvenida en nombre del pueblo zuliano al nuevo presidente del Estado Zulia, el Dr. Manuel Maldonado, a quien además exigió respetar al pueblo y su democracia. Saldivia Gil iba a ser encarcelado, sin embargo la multitud impidió que las autoridades se lo llevaran.

## Muerte
Días después de aquel discurso, y tras sufrir la salida de un furúnculo nasal, el mismo le produjo una septicemia, la cual no pudo ser tratada debido a las condiciones de clandestinidad en la cual vivía. Ya como último recurso es llevado al hospital Urquinaona de Maracaibo donde muere de septicemia el 21 de noviembre de 1938. Jorge Saldivia Gil fue considerado a pesar de su corta vida, como una mente brillante y gran luchador revolucionario y comunista.